# Mynes histrionalis
Mynes histrionalis är en fjärilsart som beskrevs av Rothschild 1899. Mynes histrionalis ingår i släktet Mynes och familjen praktfjärilar. Inga underarter finns listade i Catalogue of Life.